# 黒猫の憂鬱
黒猫の憂鬱（くろねこのゆううつ）は、日本の女性アイドルユニット。セルフプロデュースによる破天荒なライブパフォーマンスで知られた。2015年に活動を開始し、2016年10月に解散した。レーベルはTRASH-UP!! RECORDS。

## 概要
黒猫の憂鬱は、くり子（作詞・作曲）とさゆなし（振付）による2人組女性アイドルユニットである。セルフプロデュースによる破天荒なパフォーマンスを特徴とし、即興ダンス、リコーダー演奏、ライブ中の退場（トイレに行く）など自由奔放な演出が話題となった。音楽性はオルタナティヴ・ロックを基盤にしており、哀愁を帯びたメロディと率直な歌詞が特徴とされる。

## 略歴
- 2015年8月、活動開始。
- 2016年2月10日、1stシングル『君に花咲け！／少年A』を発売（TRASH-UP!! RECORDSより）[2]。
- 2016年8月10日、2ndシングル『家庭の事情／透明』を発売。
- 2016年10月19日、1stアルバム『君が僕を追い越すまで』をリリース。
- 2016年7月26日、公式Xにて解散を発表[3]。
- 2016年10月23日、東京・Shibuya Milkywayで初のワンマンライブ「君たちと黒猫の憂鬱」を開催し、これをもって解散[3]。
- 2018年10月23日、新宿Motionにて復活ライブを開催した（公式Xによる発表）[4]。

## 音楽性・評価
黒猫の憂鬱は、オルタナティブロックを基盤とした楽曲を特徴とし、哀愁を帯びたコード進行と歪んだギターサウンドを持つ楽曲を展開した。南波一海は「神聖かまってちゃんの影を色濃く感じさせる」と評し、ロマン優光は「未だ名付けられていない『アイドルに似た何か』である」と表現している。

## メンバー
| 名前     | 担当       | 備考                                                     |
| -------- | ---------- | -------------------------------------------------------- |
| くり子   | 作詞・作曲 | 解散後、「コバルトブルーは白昼夢」を結成するも脱退。     |
| さゆなし | 振付       | 解散後、棘（おどろ）に弥勒寺える名義で加入、のちに脱退。 |

## ディスコグラフィー

### シングル
- 『君に花咲け！／少年A』（2016年2月10日、TUR-007）
  - 君に花咲け！
  - 少年A
  - 黒猫ラジオ in 東海道新幹線（ボーナストラック）
- 『家庭の事情／透明』（2016年8月10日、TUR-013）
  - 家庭の事情
  - 透明

### アルバム
- 『君が僕を追い越すまで』（2016年10月19日）
  - 愛子ちゃんとインプットチャンネル
  - 山田先生の魔法
  - インドアシューズ
  - 拝啓、生神女マリア
  - ポップロック
  - 君に花咲け！
  - 少年A
  - 新宿燃えろ！
  - 家庭の事情
  - 透明
  - 消えない